# Ailleux
Ailleux település Franciaországban, Loire megyében. Lakosainak száma 179 fő (2022. január 1.). Ailleux Cezay, Saint-Martin-la-Sauveté, Saint-Sixte, Vêtre-sur-Anzon és Solore-en-Forez községekkel határos.

## Népesség
A település népességének változása:
| Lakosok száma | 185  | 120  | 134  | 149  | 148  | 152  | 164  | 172  | 178  | 179  |
|               | 1968 | 1982 | 1990 | 2006 | 2013 | 2015 | 2017 | 2019 | 2020 | 2022 |